# قهوه‌خانه عرش
قهوه‌خانه عرش، نام یکی از معروفترین قهوه‌خانه‌های تهران در عهد قاجاریه است، که در خیابان چراغ برق این شهر قرار داشت.
در تهران قدیم، برخی از قهوه‌خانه‌های شهر، مرکز اجتماع و به اصطلاح پاتوق اشرار و افراد بدنام و ناراحت بودند و محل فسق و فجور آن‌ها به‌شمار می‌آمدند. یکی از شاخصترین و معروفترین این قهوه‌خانه‌ها، قهوه‌خانه عرش بود که پاتوق و محل تجمع افراد معتاد و الکلی محسوب می‌شد. به نظر می‌آید که وجه تسمیهٔ این قهوه‌خانه از سفر خیالی افراد معتاد و الکلی پس از مستی و نشئگی به عرش، گرفته شده باشد و این قهوه‌خانه به دلیل سیر دادن مشتریان خود در عرش، بدین نام نامیده می‌شد.
محل این قهوه‌خانه در خیابان چراغ برق قرارداشت و مرکز شبانه‌روزی معتادها و و عرق خورهای تهران به‌شمار می‌آمد. به این کیفیت که:
1. جماعت معتادهای بدسابقه از صبح تا شب در آنجا جمع می‌شدند و به تریاک کشی می‌پرداختند.
2. از اواخر شب به بعد، بساط عرق خوری در این قهوه‌خانه پخن می‌شد و جماعت عرق خور تا پاسی از شب، به خوردن عرق و عربده کشی می‌پرداختند.
3. از نیمه‌های شب به بعد، نوبت در قهوه خانهٔ عرش به شیره ای‌ها می‌رسید. به این ترتیب که از نیمه شب، تسکچه‌های خاص شیره ایها گسترده می‌شد و نگاری‌ها و چراغهای شیره، همراه با ساقی‌هایی که جام‌ها و پیاله‌های عرق بدست داشتند، به میان می‌آمدند و این وضعیت تا صبح روز بعد و آغاز روزی دیگر ادامه داشت.